# Liudmila Mikhailóvskaia
Liudmila Mikhailóvskaia   (Sant Petersburg, 21 d'octubre de 1937) va ser una jugadora de voleibol russa que va competir per la Unió Soviètica entre les dècades de 1950 i 1970.
El 1968 va prendre part en els Jocs Olímpics de Ciutat de Mèxic, on va guanyar la medalla d'or en la competició de voleibol.
En el seu palmarès també destaca la victòria al Campionat del Món de voleibol de 1960 i 1970 i la medalla de plata al de 1962. El 1963 guanyà el Campionat d'Europa de voleibol. A nivell de clubs guanyà tres lligues i una copa soviètica.